# Пелий
Пелий (на гръцки: Πελίας) е цар на Йолк, полубог, син на Посейдон и смъртната Тиро. Споменат в „Илиада“ (II 715).
Тиро била омъжена за Кретей (от когото има един син Езон), но обичала речния бог Енипей. Тя преследвала Енипей, но той отхвърлил любовта ѝ. Един ден, Посейдон, изпълнен от желание по Тиро, приел формата на Енипей. От тази връзка се родили близнаците Пелий и Нелей.
След като ги родила Тиро ги оставила на произвола на съдбата, но децата били намерени от пастири и възпитани от тях. По-късно те намерили своята майка.
След смъртта на Кретей, Пелий убил сина му Езон и се възцарил в Йолк, а законния наследник – сина на Езон – Язон пратил да намери Златното руно, разчитайки, че ще загине при похода с много изпитания.
Съпруга на Пелий била Анаксибия (или Филомаха-дъщеря на Амфион). Имали децата Акаст, Пейсидика, Пелопия, Хипотоя, Алкеста (Според Хигин, освен тях и Медуза; според друга версия дъщерите се наричали Алкеста, Амфинома, Евадна.
Язон обаче успешно изпълнил поръчението и с връщането си поискал от Пелий да му отстъпи властта. Понеже не се надявали да получат своето, Медея, със съгласието на Язон замислила смъртта на Пелий и постигнала целта си с хитрост. Вярвайки на Медея, която се представя за жрица на Артемида, дъщерите на Пелий убиват и сваряват баща си. Дъщерите на Пелий след това искат да се самоуият, но Язон ги разубеждава.
Коварството на Медея и Язон възбудило народното недоволство и те били изгонени от Йолк, а на трона се качил сина на Пелий – Акаст.
Според Павзаний Пелий и Нелей заедно устроили Олимпийските игри.
Легендата за Пелий и неговата трагична смърт послужила за сюжет на недостигналите до нас трагедии на Софокъл „Ριζοτόμοι“ и „Τυρώ“, както и тази на Еврипид – „Πελιάδες“.